# نادين شاه
نادين شاه (بالإنجليزية: Nadine Shah)‏ هي كاتبة غنائية بريطانية، ولدت في 16 يناير 1986 في Whitburn, Tyne and Wear ‏ في المملكة المتحدة.

## وصلات خارجية
- الموقع الرسمي
- نادين شاه على موقع ميوزك برينز (الإنجليزية)
- نادين شاه على موقع أول ميوزيك (الإنجليزية)
- نادين شاه على موقع ديسكوغز (الإنجليزية)